# Italo
Italo S.p.A., ehemals Italo – Nuovo Trasporto Viaggiatori (NTV), ist ein italienisches Eisenbahnunternehmen. Es bietet seit April 2012 in Konkurrenz zur staatlichen Trenitalia der Ferrovie dello Stato Italiane (FS) Hochgeschwindigkeitsverkehr zwischen italienischen Großstädten an.

## Geschichte

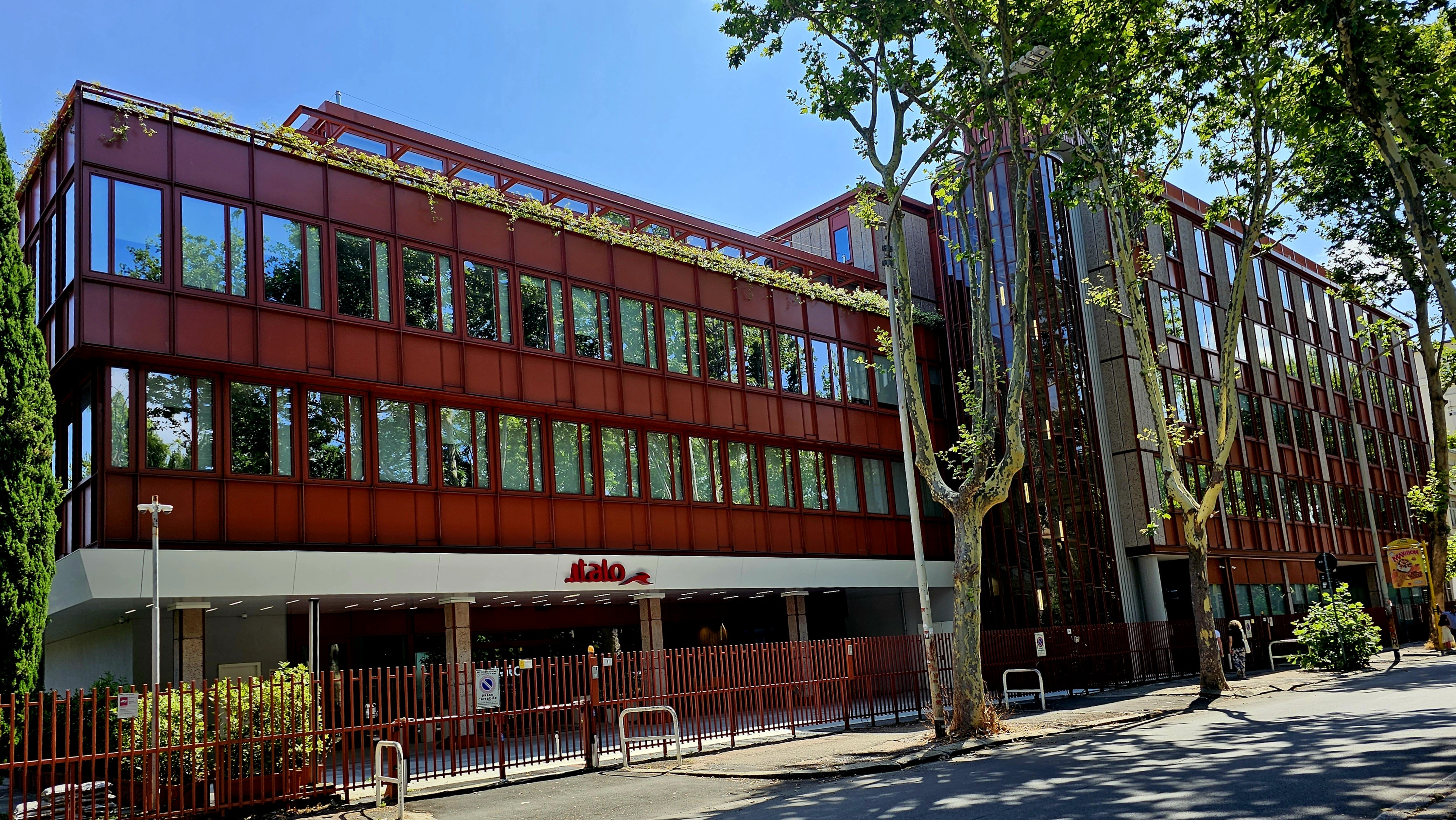
Sitz der Italo in Rom

Italo wurde 2006 als Nuovo Trasporto Viaggiatori (NTV) von vier italienischen Industriellen gegründet, darunter Luca Cordero di Montezemolo, seinerzeit Verwaltungsratsvorsitzender von Ferrari und Fiat, sowie Diego Della Valle, Inhaber der Tod’s Group.

## Fahrzeuge

### AGV

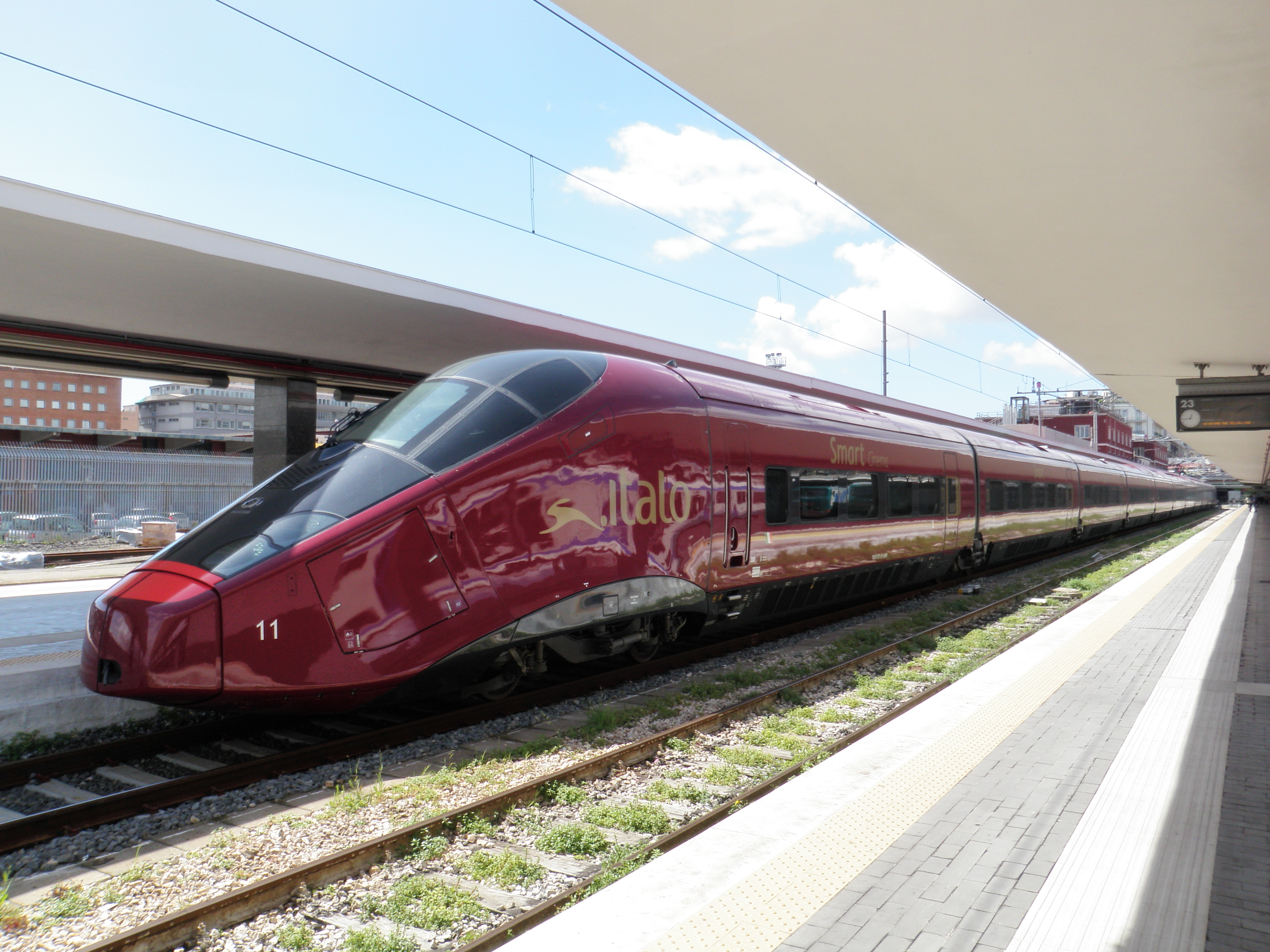
Ein AGV von Italo im Bahnhof Napoli Centrale

Im März 2008 bestellte NTV bei der französischen Alstom 25 Exemplare des neuen elektrisch betriebenen Hochgeschwindigkeits-Triebzugs AGV. Im November 2008 fiel die Entscheidung, die Züge unter dem Markennamen .italo verkehren zu lassen. Eingereiht wurden die AGV-Züge unter der Baureihenbezeichnung ETR 575.
17 der 25 Fahrzeuge wurden in La Rochelle gebaut, acht weitere im italienischen Savigliano. Sie bieten auf einer Länge von 200 m in 11 Wagen 462 Sitzplätze und erreichen (unter 25 kV Wechselstrom) eine Höchstgeschwindigkeit von 300 km/h. Die Antriebsleistung von 7,5 MW verteilt sich auf zehn permanenterregte Elektromotoren.
Die dunkelroten Züge, deren Inneneinrichtung von Giorgio Giugiaro entworfen wurde, verfügten ursprünglich über drei Wagenklassen: Smart, Prima und Club. Ein Wagen der Smart-Klasse wurde mit Bildschirmen an der Decke als Smart Cinema („Kinowagen“) ausgestattet. Inzwischen existiert eine weitere, eXtra Large genannte Klasse zwischen Smart und Prima, die wie Prima bestuhlt, preislich aber darunter angesiedelt ist.
Bis März 2013 waren alle 25 Züge ausgeliefert worden. Im Wartungsvertrag sicherte Alstom zu, dass jederzeit 21 der 25 Züge betriebsbereit sein würden. Die Wartung der Züge erfolgt in einer Werkstatt bei Nola in der Nähe von Neapel durch den Fahrzeughersteller Alstom. Die Anlage auf einer Fläche von 140.000 m2 umfasst elf Gleise, sowie eine 55.000 m2 große Wartungshalle. Sie beschäftigt 180 Mitarbeiter.

### Italo EVO

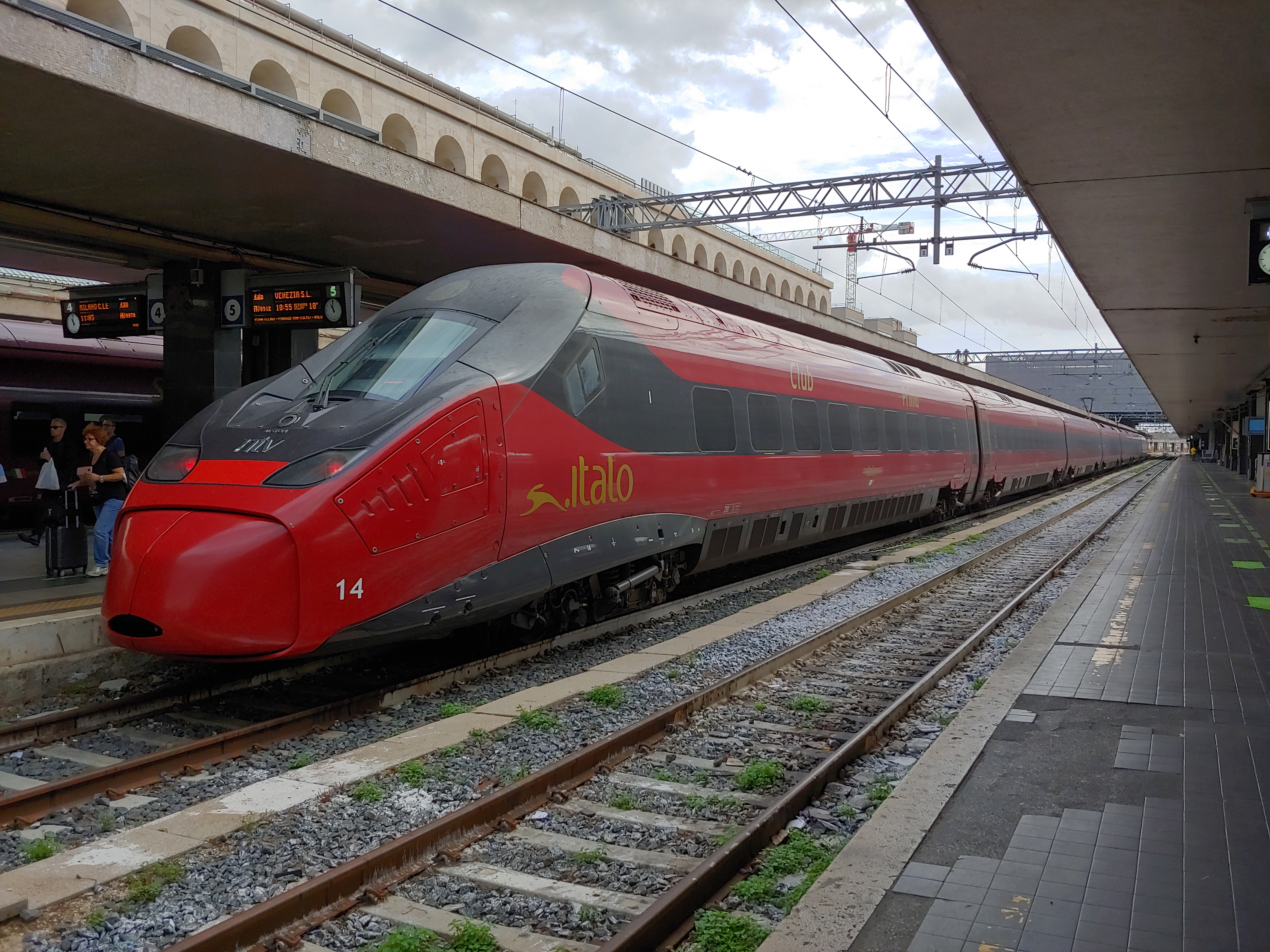
Ein Italo EVO (ETR 675) im Bahnhof Roma Termini

Beim Italo EVO handelt es sich um eine Weiterentwicklung des ETR 600, ebenfalls von Alstom, aus der Pendolino-Serie. Diese Züge der NTV wurden unter der Baureihenbezeichnung ETR 675 eingereiht. Anders als der Name der Serie vermuten lässt, verfügen sie nicht über Neigetechnik. Die Züge sind 187 Meter lang und bieten in 7 Wagen 472 Fahrgästen Platz. Die Höchstgeschwindigkeit beträgt 250 km/h. Die ersten 4 dieser Züge wurden im Dezember 2017 eingesetzt, bis 2018 wurden 22 Exemplare angeschafft. Im Jahr 2021 folgte eine Bestellung über vier weitere Triebzüge, dadurch steigt die Gesamtzahl auf 26 Züge.

## Linien

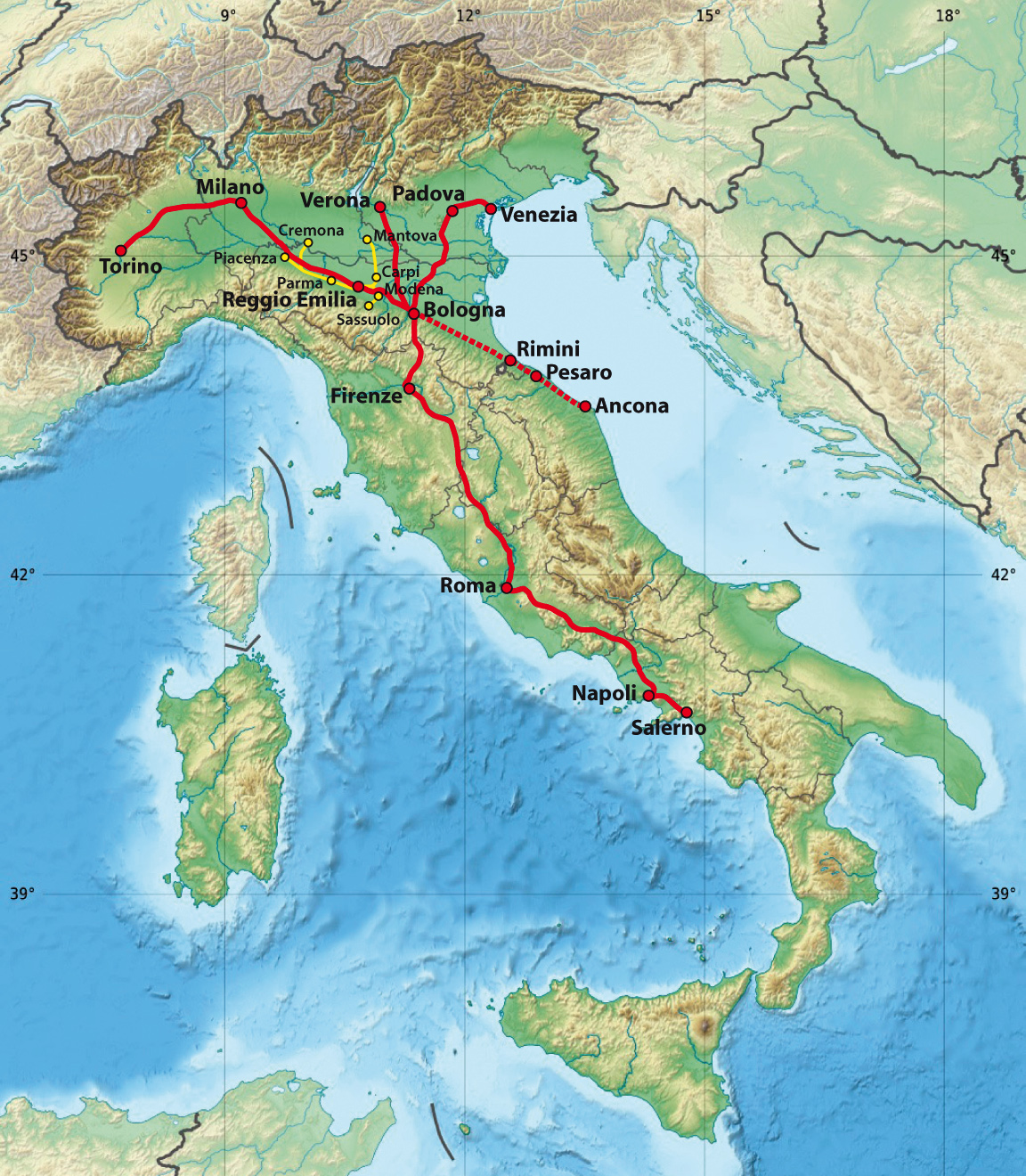
Liniennetz (Stand 2015)

- Turin – Salerno: Torino Porta Nuova – Torino Porta Susa – Milano Centrale – Milano Rogoredo – Reggio Emilia Mediopadana – Bologna – Firenze – Roma Tiburtina – Roma Termini – Napoli Afragola – Napoli – Salerno
- Venedig – Salerno: Venezia – Venezia Mestre – Padova – Rovigo – Ferrara – Bologna – Firenze – Roma Tiburtina – Roma Termini – Napoli Afragola – Napoli – Salerno
- Bergamo – Neapel: Bergamo – Brescia – Desenzano Sirmione – Peschiera del Garda – Verona Porta Nuova – Bologna – Firenze – Roma Tiburtina – Roma Termini – Napoli Afragola – Napoli
- Turin – Venedig: Torino Porta Nuova – Torino Porta Susa – Milano Centrale – Brescia – Desenzano Sirmione – Peschiera del Garda – Verona Porta Nuova – Vicenza – Padova – Mestre – Venedig
- Bozen – Salerno: Bolzano/Bozen – Trento – Verona – Bologna – Firenze – Roma Tiburtina – Roma Termini – Napoli Afragola – Napoli – Salerno
- Mailand – Rom Nonstop: Milano Centrale – Milano Rogoredo – Roma Tiburtina – Roma Termini

Die Strecke südlich von Salerno nach Reggio di Calabria wird seit Juni 2020 bedient; östlich von Venedig erreicht das Netz seit 2019 auch Treviso und Udine.
Seit Mai 2021 bedient NTV neue Linien von
- Rom nach Kampanien (Caserta und Benevento) und Apulien (Foggia, Barletta und Bari)
- Neapel über Venedig nach Friaul-Julisch Venetien (Portogruaro, Latisana-Lignano, Montefalcone, Triest)

## Eigentümer und Finanzierung
(Stand: Dezember 2024)
| Anteil  | Anteilseigner                                                            |
| ------- | ------------------------------------------------------------------------ |
| 49,23 % | Mediterranean Shipping Company                                           |
| 36,51 % | Global Infrastructure Partners                                           |
| 10,79 % | Allianz SE                                                               |
| 3,47 %  | MDP Holding (Luca di Montezemolo, Isabella Seragnoli, Alberto Bombassei) |

Im Februar 2018 übernahm der amerikanische Infrastrukturfonds Global Infrastructure Partners Italo für 1,98 Milliarden Euro. Damit wurde ein für März 2018 geplanter Börsengang abgesagt, bei dem rund 40 Prozent des Aktienkapitals an die Börse gebracht werden sollten. Im Oktober 2023 wurde bekannt, dass die Mediterranean Shipping Company (MSC) für etwa 4,2 Milliarden Euro etwa 50 % der Anteile übernehmen will.
Vor 2018 war das Kapital durch ein Konsortium italienischer Industrieller, die das Unternehmen 2006 gegründet hatten, sowie Finanzinstitute und der SNCF gehalten worden. Anfang 2008 trat die Großbank Intesa Sanpaolo mit seinerzeit 20 Prozent in das Kapital der Gesellschaft ein, wofür sie zwischen 49 und 62 Millionen Euro aufwendete. Zudem räumte sie NTV eine Kreditlinie über 750 Millionen Euro ein. Der Präsident Giuseppe Sciarrone hielt dabei noch einen Kapitalanteil von 4 %, jeweils 24 % entfielen auf Montezemolo, Della Valle und den Unternehmer Gianni Punzo. Im Oktober 2008 erwarb die französische Staatsbahn SNCF für 80 Millionen Euro einen 20-prozentigen Anteil an dem Unternehmen. 2015 war die Eigentümerstruktur von NTV wie folgt:
- 35 %: MDP Holding (Diego Della Valle, Gianni Punzo, Luca di Montezemolo zu gleichen Teilen)
- 20 %: Intesa Sanpaolo
- 20 %: SNCF
- 15 %: Assicurazioni Generali
- 5 %: Alberto Bombassei
- 5 %: Isabella Seragnoli
- 1,5 %: Giuseppe Sciarrone

## Geschäftsentwicklung
Nach der ursprünglichen Planung wollte das Unternehmen bis 2015 einen Marktanteil von 20 Prozent erreichen, entsprechend 30.000 Fahrgästen pro Tag bzw. 3,3 Milliarden Personenkilometern jährlich. Die Gewinnschwelle sollte 2013 (bei einem Umsatz von 396 Millionen Euro) erreicht werden.
Tatsächlich erzielte man 2013 nur einen Umsatz von 240 Millionen Euro und schloss das Jahr mit einem Verlust von 106 Millionen Euro (vor Steuern) bzw. 78 Millionen Euro (nach Steuern) ab. 2014 erwartete NTV, frühestens 2016 schwarze Zahlen zu schreiben.
Im September 2014 wurde gemeldet, dass NTV große wirtschaftliche Probleme habe. Angesichts hoher Verluste und einer Verschuldung von 781 Millionen Euro verhandele man mit den Banken, um Zahlungen zu strecken. Außerdem sei beabsichtigt, rund 300 der gut 1000 Mitarbeiter zu entlassen. Laut Beschluss vom 24. September 2014 sollen Schulden restrukturiert werden und die Eigentümer neue Einlagen leisten. Am 10. April 2015 kam es wegen der geplanten Entlassung von 246 Mitarbeitern zu einem achtstündigen Streik bei NTV. Die Restrukturierung wurde im Jahr 2015 abgeschlossen.
Seit Dezember 2015 werden unter dem Namen Italobus Zubringerbusse zu den Bahnhöfen Milano Rogoredo, Reggio Emilia, Napoli Afragola und Salerno betrieben. Die Nutzung dieser Busse ist nur in Verbindung mit einem Zugticket möglich. Im Jahr 2017 erzielte Italo NTV schließlich ein Rekordergebnis mit 12,8 Millionen Passagieren, welche für 455 Millionen Euro Umsatz und ein operatives Ergebnis von 156 Millionen Euro sorgten.